# سزارو روزتی

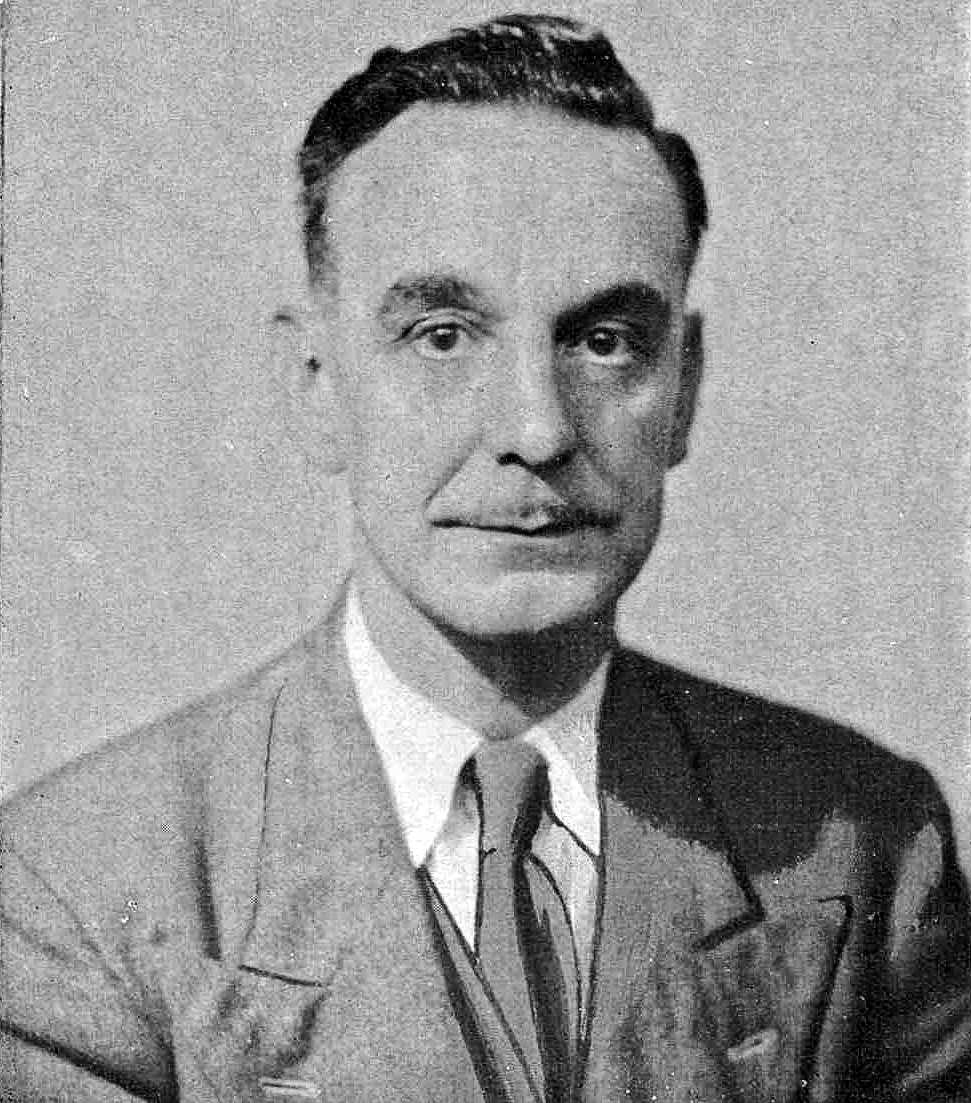
سزارو روزتی، نویسنده و اسپرانتودان اهل اسکاتلند

سزارو روزتی (زاده ۱۹۰۱– درگذشته۱۹۵۰)، نویسندهٔ اسکاتلندی بود که به زبان اسپرانتو می‌نوشت.
او که از تبار ایتالیایی-سوئیسی بود، در گلاسگو زاده و در بریتانیا بزرگ شد.در سال ۱۹۲۸ به همراه برادر کوچک‌ترش، رتو روزتی، اسپرانتودان شد. او در بمبئی، هند در رشته مدیریت رستوران تحصیل کرد، به عنوان آشپز و مدت کوتاهی دست‌فروش، و بعدها فروشنده در غرفه‌ها کار کرد.

رمان او، باورم کنید، خانم! (۱۹۵۰)، نوشته شده به اصرار برادرش و منعکس‌کنندهٔ تجربیات زندگی او، به زبان‌های مجارستانی، ژاپنی، لهستانی و انگلیسی ترجمه شده‌است. ترجمه ایتالیایی آن در سال ۲۰۱۳ به همت باشگاه اسپرانتو میلان چاپ شد: این ترجمه را فدراسیون اسپرانتو ایتالیا منتشر کرد.